# مری هیلی
مِری هیلی (انگلیسی: Mary Healy؛ ‏ ۱۴ آوریل ۱۹۱۸ – ۳ فوریهٔ ۲۰۱۵) بازیگر تئاتر، تلویزیون و سینما اهل ایالات متحده آمریکا بود. وی بین سال‌های ۱۹۳۷ تا ۱۹۸۲ میلادی فعالیت می‌کرد.